# Episodi di A cuore aperto (sesta stagione)
La sesta e ultima stagione della serie televisiva A cuore aperto, composta da 22 episodi, è stata trasmessa dal canale 
NBC dal 16 settembre 1987 al 25 maggio 1988.
| nº | Titolo originale                              | Titolo italiano | Prima TV USA      | Prima TV Italia |
| -- | --------------------------------------------- | --------------- | ----------------- | --------------- |
| 1  | Resurrection                                  |                 | 16 settembre 1987 |                 |
| 2  | The Idiot and the Odyssey                     |                 | 23 settembre 1987 |                 |
| 3  | A Moon for the Misbegotten                    |                 | 30 settembre 1987 |                 |
| 4  | Ewe Can't Go Home Again                       |                 | 21 ottobre 1987   |                 |
| 5  | Night of the Living Bed                       |                 | 28 ottobre 1987   |                 |
| 6  | The He-Man Woman Hater's Club                 |                 | 4 novembre 1987   |                 |
| 7  | Handoff                                       |                 | 11 novembre 1987  |                 |
| 8  | Heart On                                      |                 | 18 novembre 1987  |                 |
| 9  | Weigh In, Way Out                             |                 | 2 dicembre 1987   |                 |
| 10 | No Chemo, Sabe?                               |                 | 9 dicembre 1987   |                 |
| 11 | A Coupla White Dummies Sitting Around Talking |                 | 16 dicembre 1987  |                 |
| 12 | Final Cup                                     |                 | 6 gennaio 1988    |                 |
| 13 | Heaven's Skate                                |                 | 13 gennaio 1988   |                 |
| 14 | Curtains                                      |                 | 3 febbraio 1988   |                 |
| 15 | Fairytale Theater                             |                 | 10 febbraio 1988  |                 |
| 16 | Down and Out on Beacon Hill                   |                 | 17 febbraio 1988  |                 |
| 17 | Their Town                                    |                 | 20 aprile 1988    |                 |
| 18 | The Naked Civil Surgeon                       |                 | 27 aprile 1988    |                 |
| 19 | Requiem for a Heavyweight                     |                 | 4 maggio 1988     |                 |
| 20 | Split Decision                                |                 | 11 maggio 1988    |                 |
| 21 | The Abby Singer Show                          |                 | 18 maggio 1988    |                 |
| 22 | The Last One                                  |                 | 25 maggio 1988    |                 |